# Nationalligaen for demokrati
Nationalligaen for demokrati, på engelsk benævnt National League for Democracy eller NLD, er Burmas vigtigste politiske oppositionsparti, ledet af Nobelpristageren Aung San Suu Kyi. Partiet blev oprettet i 1988 og tog i landets første flerpartivalg i 1990 392 af 492 parlamentspladser. Den styrende socialistiske militærjunta State Law and Order Restoration Council (SLORC) nægtede imidlertid at give magten fra sig, og Aung San Suu Kyi sattes i husarrest.
I maj 2010 opløstes partiet formelt af Burmas styrende militærjunta efter, at det havde valgt at boykotte valget, som planlagdes at blive afholdt i efteråret 2010.
Aung San Suu Kyi blev frigivet den 13. november 2010. I november 2011 erklærede partiet, at det igen ville ansøge om registrering som politisk parti, og ansøgningen godkendtes i december samme år.

## Historie
Partiet blev dannet efter det såkaldte 8888-oprør for demokrati, som udbrød den 8. august 1988 (deraf navnet). Aung San Suu Kyi, datter af Aung San, som forhandlede Burmas selvstændighed fra Storbritannien i 1947, blev efterhånden et vigtigt symbol og en lederskikkelse for demokratibevægelsen. Den 26. august talte hun til en halv million mennesker ved Shwedagon Pagoda i Yangon. Den 18. september tog militæret magten i landet ved Rådet for genoprettelse af lov og orden (SLORC). De lovede imidlertid, at der skulle afholdes flerpartivalg, og dette skete med valget i 1990, hvor der blev valgt mandater til en konstitutionel komité med 492 pladser, som skulle udarbejde en ny grundlov. Ved valget, som havde en valgdeltagelse på 72,6%, vandt NLD 58.7% af stemmerne og 392 af de nye pladser. Valget blev imidlertid annulleret af SLORC, og partileder Aung San Suu Kyi blev sat i husarrest, hvor hun skulle blive siddende i 16 af de næste 21 år. Andre partimedlemmer, som slap væk, dannede imidlertid eksilregeringen NCGUB.
I 2010 blev det meddelt, at der igen skulle holdes valg i Burma, men mange af NLDs vigtigste politikere ville blive fohindrede i at stille op, fordi de fortsat sad fængslede eller var i husarrest. Da NLD ikke fik opfyldt sit krav om at få disse løsladt forud for valget, bestemte de sig til at boycotte valget. Dette medførte, at militærmyndighederne erklærede partiet for opløst.
Aung San Suu Kyi blev frigivet den 13. november 2010, lige efter valget den 7. november. I løbet af 2011 blev der afholdt flere møder mellem myndighederne og Aung San Suu Kyi, hvorunder myndighederne viste vilje til at imødekomme enkelte af hendes krav. I oktober blev omkring en tiendedel af landets politiske fanger løsladte, og fagforeninger blev tilladte. Som følge af den den ændrede politiske situation bestemte NLD sig den 18.november 2011 for at lade sig registrere som parti igen, hvilket åbnede for, at partiet kunne stille til næste valg, som var suppleringsvalget til de 48 pladser, som stod tomme i nationalforsamlingen,; valget blev afholdt den 1. april.
Ved suppleringsvalget 1. april 2012 vandt NLD 42 af de 44 pladser de stillede til valg på af totalt 45 pladser, som var på valg.
Partiet blev kritiseret for at modvirke muslimske kandidater under forberedelserne til valget i 2015, et skridt set som relateret til dets ønske om at bevare gode forbindelser med hårdlivet buddhistiske munke som organisationen Ma Ba Tha. Ko Ni, der var juridisk rådgiver for partiet og muslim, blev myrdet i januar 2017.

## Valgresultater

### Nationaliteternes Hus (Amyotha Hluttaw)
| Valg | Antal pladser | Antal stemmer | Andel af stemmer | Valgets udfald | Noter              | Partileder       |
| ---- | ------------- | ------------- | ---------------- | -------------- | ------------------ | ---------------- |
| 2010 | 0 / 224       | —             | —                | —              | Boycotted          | Aung San Suu Kyi |
| 2012 | 4 / 224       | —             | —                | fremgang 4     | Opposition         | Aung San Suu Kyi |
| 2015 | 135 / 224     | —             | —                | fremgang 131   | Majoritetsregering | Aung San Suu Kyi |

### Repræsentanternes Hus (Pyithu Hluttaw)
| Valg | Antal pladser | Antal stemmer | Andel af stemmer | Valgets udfald | Noter              | Partileder       |
| ---- | ------------- | ------------- | ---------------- | -------------- | ------------------ | ---------------- |
| 1990 | 392 / 492     | 7,930,841     | 52.5%            | fremgang 392   | Ikke anerkendt     | Aung San Suu Kyi |
| 2010 | 0 / 440       | —             | —                | —              | Boycotted          | Aung San Suu Kyi |
| 2012 | 37 / 440      | —             | —                | fremgang 37    | Opposition         | Aung San Suu Kyi |
| 2015 | 255 / 440     | 12,794,561    | 57.1%            | fremgang 218   | Majoritetsregering | Aung San Suu Kyi |

### Statslige og Regionale Hluttaws
| Valg | Antal pladser | Antal stemmer | Andel af stemmer | Valgets udfald | Noter | Partileder       |
| ---- | ------------- | ------------- | ---------------- | -------------- | ----- | ---------------- |
| 2015 | 476 / 850     | —             | —                | fremgang 474   |       | Aung San Suu Kyi |